# Тейлор, Коринн Диксон
Коринн Диксон Тейлор (англ. Corinne Dixon Taylor; 2 апреля 1893 года — 14 февраля 2007 года) — американская долгожительница. С 28 января 2007 года до своей смерти являлась старейшим живущим жителем США. Также на момент смерти она являлась вторым старейшей человеком в мире после Ёнэ Минагавы.

## Биография
Коринн родилась в Анакостии и была третьим ребёнком из шести в семье. В 1918 году она вышла замуж за Джона Блейки Тейлора-старшего, который работал каменщиком. Вскоре они переехали в Бостон, однако позже вернулись в Вашингтон и стали жить в старом доме Фредерика Дугласа, за которым ухаживал отец Джона. Коринн стала домохозяйкой и воспитывала 6 сыновей. Коринн овдовела в 1980 году.
В январе 2007 года, после смерти Эммы Тиллман, Тейлор стала старейшим живущим жителем США. Её близкие говорили, что она любила смотреть по телевизору боулинг и бейсбол, а также была любителем мыльных опер.
В начале 2007 года Тейлор попала в больницу с обезвоживанием, где и скончалась 14 февраля, в возрасте 113 лет, 318 дней. Один из её сыновей говорил, что перед смертью она была относительно здорова, и наверное просто решила, что прожила достаточно долго.

## См.также
- Долгожитель
- Список старейших людей в мире
- Список старейших женщин
- Супердолгожители США